# Black Out (2012)
Black Out is een Nederlandse film uit 2012, van regisseur Arne Toonen. Black Out is een actiekomedie, die draait om Jos Vreeswijk, een ex-crimineel die wakker wordt met een gat in zijn geheugen en een lijk naast zich.

## Verhaal
Jos Vreeswijk (Raymond Thiry) is een crimineel die zich pas geleden uit het wereldje heeft teruggetrokken om een rustig leventje te leiden met zijn vrouw (Kim van Kooten). Op een dag wordt hij wakker en vindt hij een lijk naast zich. Ook blijkt hij een pistool in zijn zak te hebben. Even later neemt een drugsdealer contact met hem op en zegt dat hij 20 kilo cocaïne van hem tegoed heeft.

## Acteurs
- Raymond Thiry
- Kim van Kooten
- Robert de Hoog
- Katja Schuurman
- Ursul de Geer
- Alex van Warmerdam
- Renée Fokker
- Willie Wartaal
- Birgit Schuurman
- Bas Keijzer
- Semmy Schilt
- Kempi
- Horace Cohen
- Marwan Kenzari
- Edmond Classen